# Думитраке, Мария
Мария Магдалена Думитраке (рум. Maria Magdalena Dumitrache; 3 мая 1977 года, Тырговиште (Румыния))  — румынская гребчиха, Олимпийский чемпион Сиднея, двукратный чемпион мира в составе женских восьмёрок. Заслуженный мастер спорта Румынии.

## Биография
На летних Олимпийских играх 2000 года румынская восьмёрка (Думитраке, Кокеля, Дамьян, Гафенку, Джорджеску, Игнат, Липэ, Олтяну, Сусану) пришла первой к финишу и выиграла золотые медали.